# Ville Koho
Ville Koho (ur. 27 lutego 1982 w Imatra) – fiński hokeista, reprezentant Finlandii.

## Kariera
- SaiPa U16 (1997-1998)
- SaiPa U18 (1998-2000)
- SaiPa U20 (1998-2002)
- SaiPa (2002-2020)

Wychowanek klubu Ketterä. Przez całą karierę związany z klubem SaiPa. W grudniu 2011, w listopadzie 2013, w listopadzie 2015 przedłużał kontrakt z klubem o dwa lata, a w marcu 2018 i w grudniu 2018 prolongował kontrakt o rok. Od 2007 do 2019 był kapitanem drużyny. Po sezonie Liiga (2019/2020) w marcu 2020 ogłosił zakończenie kariery zawodniczej.

## Sukcesy
Klubowe
- Złoty medal Jr. A SM-liiga: 2002 z SaiPa U20

Indywidualne
- Channel One Cup 2013: pierwsze miejsce w klasyfikacji asystentów turnieju: 2 asysty
- Liiga (2019/2020): Trofeum Raimo Kilpiö – nagroda dla najuczciwszego zawodnika[7]